# پالکانلو علیا
پالکانلو علیا یک روستا در ایران است که در بخش نوخندان شهرستان درگز در استان خراسان رضوی واقع شده‌است.

## جمعیت
این روستا در دهستان شهرستانه قرار دارد و براساس سرشماری مرکز آمار ایران در سال ۱۳۸۵، جمعیت آن ۴۰۸ نفر (۱۱۳ خانوار) بوده‌است.